# Valor comptable
El valor comptable és el valor d'un actiu segons els registres del balanç de situació d'una companyia.
Típicament, el valor comptable d'una empresa és el resultat de la suma de tots els actius menys la suma dels seus passius. El valor comptable d'una acció és la ràtio borsària que es calcula dividint la suma del capital social d'una societat i les seves reserves entre el nombre total d'accions d'aquesta societat. El valor comptable d'una acció sol ser molt inferior a la cotització en borsa d'aquesta acció, perquè no té en compte els elements de la societat no convertibles en efectiu però que contribueixen al seu valor, com ara el prestigi o les relacions laborals.